# Экология Словакии
Экология Словакии — это комплексное понятие, описывающее состояние и взаимодействие природных экосистем и антропогенных факторов на территории Словацкой Республики. Экологическая ситуация в стране характеризуется наличием значительных природных активов, включая обширные лесные и горные массивы, и одновременно рядом проблем, типичных для индустриально развитого европейского государства. Государственная политика в данной сфере регулируется национальным законодательством и директивами Европейского союза и направлена на обеспечение экологической безопасности и переход к устойчивому развитию.

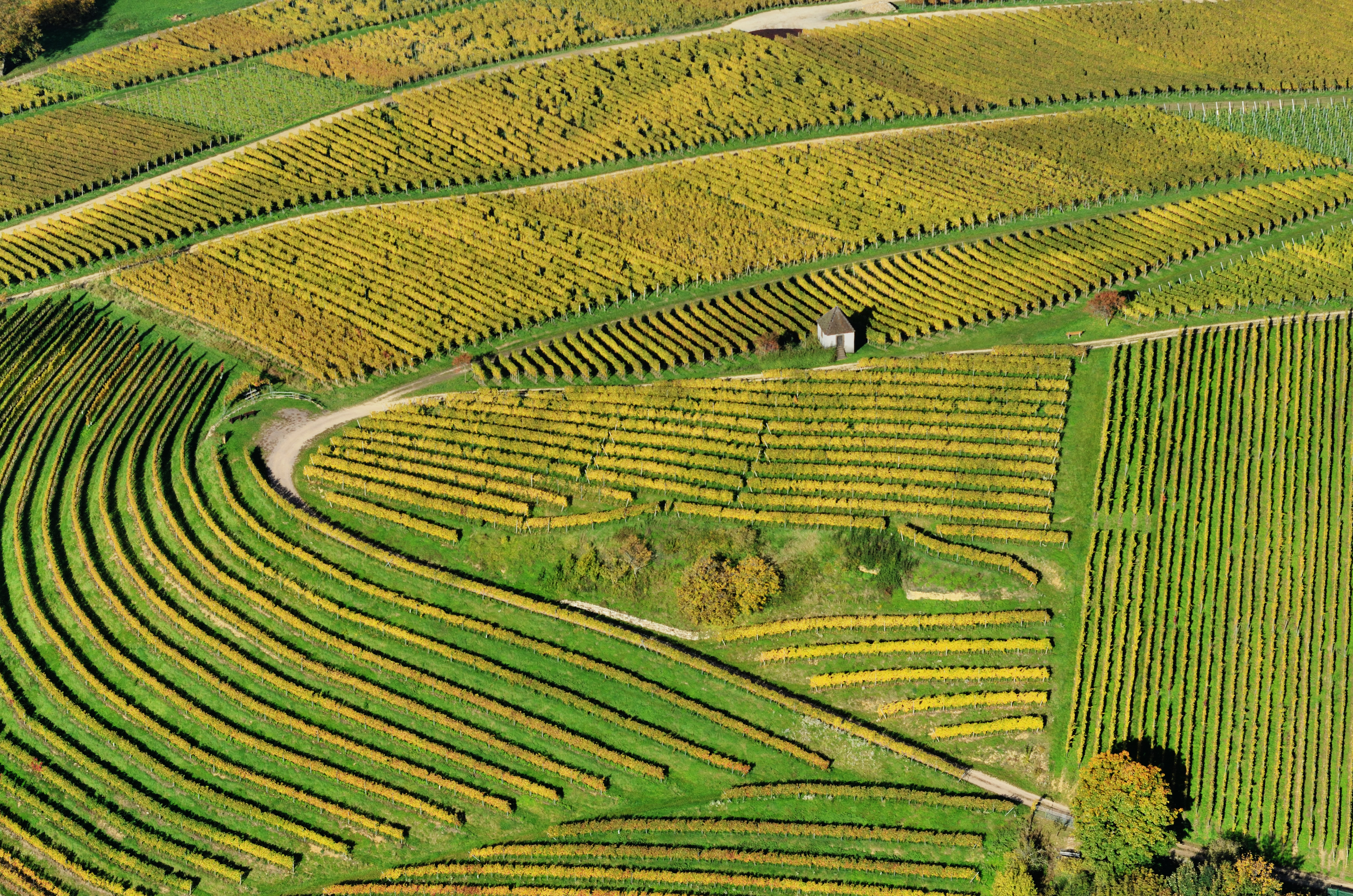
Пример воздействия антропогенной деятельности на рельеф — классическая терасса, распаханная под виноградники

## Общее описание

### Биоразнообразие
Словакия расположена в центральной части Европы и отличается значительным ландшафтным разнообразием, от Паннонской равнины на юге до высокогорий Карпат на севере. Леса занимают около 41% территории страны. Преобладают смешанные леса с доминированием бука, ели и пихты. Горные экосистемы Карпат являются ареалом обитания для популяций крупных млекопитающих, включая бурого медведя (Ursus arctos), евразийского волка (Canis lupus), обыкновенную рысь (Lynx lynx), а также благородного оленя (Cervus elaphus) и европейскую косулю (Capreolus capreolus). Флора Словакии насчитывает более 4000 видов только лишь высших растений.

### Водные ресурсы
Гидрографическая сеть принадлежит бассейнам Черного и Балтийского морей, ключевой водной артерией является река Дунай. Словакия обладает значительными запасами подземных вод высокого качества, которые служат основным источником питьевого водоснабжения. Состояние поверхностных вод классифицируется как удовлетворительное, однако на отдельных участках, преимущественно в нижнем течении рек, фиксируется загрязнение биогенными элементами (азотом и фосфором) вследствие диффузного стока с сельскохозяйственных угодий и недостаточной очистки коммунальных стоков.

### Особо охраняемые природные территории
В Словакии сформирована развитая система особо охраняемых природных территорий (ООПТ), общая площадь которых по состоянию на 2021 год составляла 37,4% от сухопутной территории государства, что превышает средний показатель по ЕС. Система включает следующие основные категории:
- Национальные парки (Národný park): 9 парков, предназначенных для охраны крупных экосистем национального значения. Старейшим является Татранский национальный парк, основанный в 1949 году.
- Охраняемые ландшафтные области (Chránená krajinná oblasť): 14 областей, созданных для сохранения гармоничных природных и культурных ландшафтов.
- Национальные природные заповедники (Národná prírodná rezervácia): Территории с наивысшим «V» уровнем охраны согласно национальному законодательству[1].

Значительная часть ООПТ Словакии интегрирована в общеевропейскую экологическую сеть Натура 2000, направленную на сохранение видов и биотопов, находящихся под угрозой в масштабах Европы.

## Основные проблемы и решения

### Загрязнение атмосферного воздуха
Превышение нормативов по содержанию в воздухе мелкодисперсных взвешенных частиц (PM₂.₅ и PM₁₀) и приземного озона (O₃) является одной из ключевых экологических проблем, особенно в отопительный сезон. Основными источниками выбросов загрязняющих веществ являются энергетический сектор, промышленные предприятия, автомобильный транспорт и локальные отопительные системы, использующие твердое топливо. По данным Европейского агентства по окружающей среде (EEA), загрязнение воздуха ассоциируется со значительным числом случаев преждевременной смертности в стране.

### Отходы и бытовой мусор

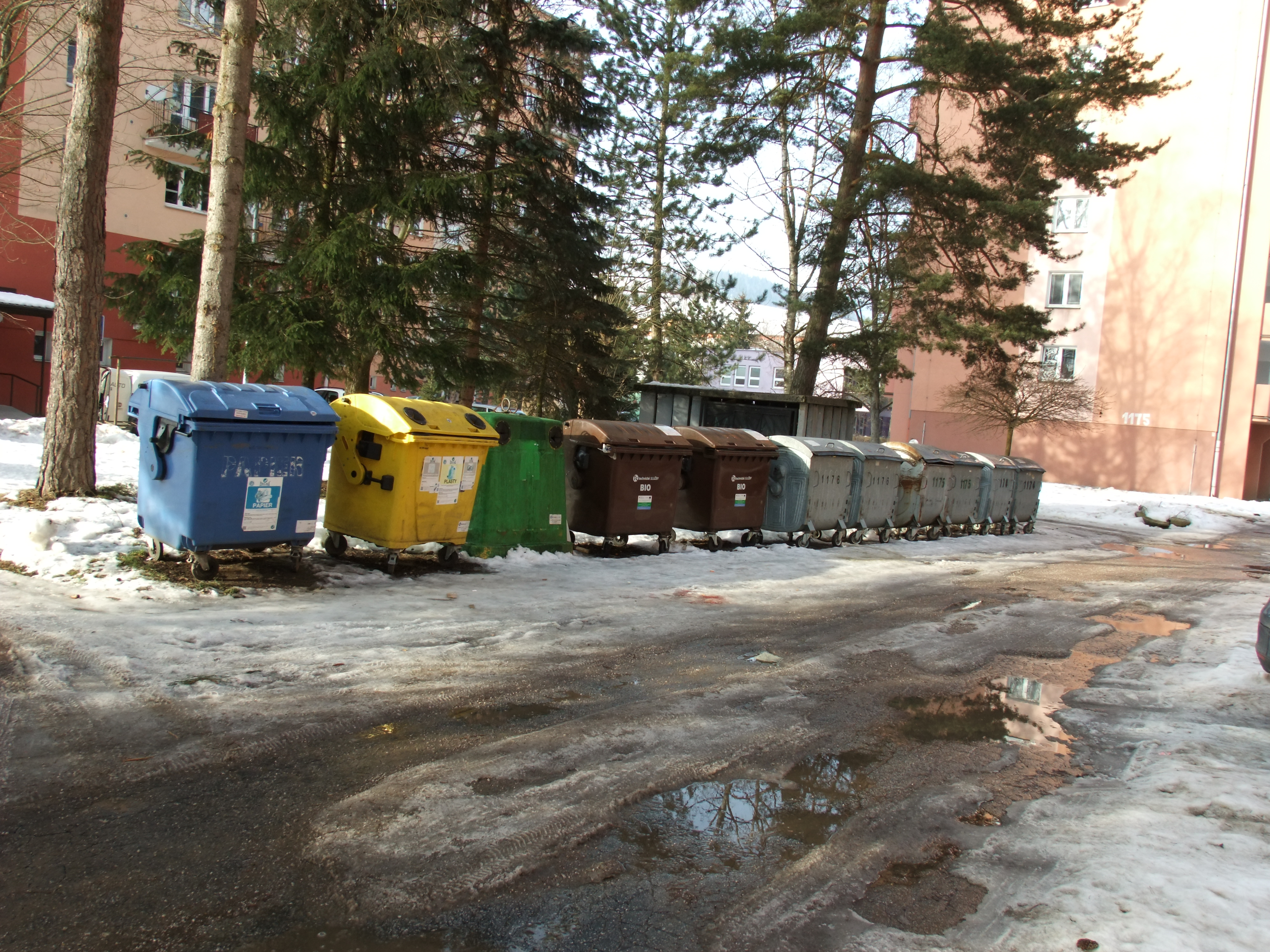
Раздельный сбор мусора в городе Dolný Kubín, каждый контейнер предназначен для различных видов мусора

В сфере обращения с твердыми коммунальными отходами (ТКО) сохраняется актуальная проблема высокой доли их полигонного захоронения. В 2021 году данный показатель составлял 41 %, что существенно превышало среднее значение по ЕС (23%). В стране реализуются меры по развитию инфраструктуры раздельного сбора и увеличению объемов рециклинга, уровень которого приближается к средним показателям по Евросоюзу.

### Изменения климата
На территории Словакии наблюдаются статистически значимые проявления глобального изменения климата. С конца XIX века средняя годовая температура воздуха увеличилась почти на 2 °C. Климатические модели прогнозируют дальнейший рост температуры, изменение режима атмосферных осадков (увеличение в зимний период и сокращение в летний), а также повышение частоты и интенсивности экстремальных метеорологических явлений, включая волны тепла, засухи и паводки. Данные изменения представляют угрозу для стабильности сельского и лесного хозяйства, управления водными ресурсами и сохранения биоразнообразия.

### Действия властей
Основополагающим документом, определяющим вектор экологической политики государства, является «Стратегия экологической политики Словацкой Республики до 2030 года» (Envirostratégia 2030). Стратегия устанавливает следующие целевые показатели:
- Климат и воздух: Сокращение выбросов парниковых газов к 2030 году на 20 % по сравнению с уровнем 2005 года (для секторов, не входящих в EU ETS) и достижение углеродной нейтральности к 2050 году.
- Экономика замкнутого цикла: Снижение доли захоронения коммунальных отходов на полигонах до уровня менее 25 % к 2035 году.
- Охрана природы: Восстановление не менее 15 % деградировавших экосистем к 2030 году.
- Сельское хозяйство: Увеличение доли сельскохозяйственных угодий, используемых для органического земледелия, до 13,5 %[6].

Управление в сфере экологии осуществляется Министерством окружающей среды Словацкой Республики. Финансирование природоохранных мероприятий производится из государственного бюджета, Экологического фонда, а также из структурных фондов и программ Европейского союза.